# Fort Abercrombie
Fort Abercrombie (populært kaldt ”Porten til Dakota staterne”) var en amerikansk militærstation ved Red River of the North fra 1857 til 1878. Fra i starten at have været anlagt øst for Red River i Minnesota fik fortet en ny placering i Dakota Territory i 1860 på den hævede vestbred for at undgå oversvømmelser. Fortet var det første permanente fort i et område, som sidenhen blev en del af North Dakota.
De indkvarterede infanterister beskyttede nærområdet og senere også transport-, post- og emigrant-ruterne vestpå hen mod bl.a. Fort Totten:9  og endnu længere borte Fort Stevenson.:57  Samtidig kontrollerede fortet sejladsen på Red River.:6 
Fortet fik navn efter dets første bygmester, oberstløjtnant John J. Abercrombie.:6 
Fort Abercrombie kom under gentagne angreb og blev belejret i nogle dage i forbindelse med Little Crow og de udhungrede santee-siouxers oprør i Minnesota i efteråret 1862, da fortet var tilflugtssted for flere flygtede nybyggere.:7-8 

## Fortets bygninger
Fortet var af træ, undtagen krudtmagasinet,:11  og i foråret 1862 bestod det kun af barakker og to andre bygninger. Inden santee siouxerne angreb fortet, var der i hast blevet tilføjet tre bastioner samt opført interimistiske palisader om det.:8 
Efter belejringen af fortet gravede man bagklogt en brønd med en tunnel ud til Red River på grunden; før havde man været afhængig af vand hentet i Red River i vogne. Fortet havde dog været i direkte kamp for sidste gang.:9 
Militærstationen fik løbende tilføjet nye bygninger som bl.a. et lille hospital, lagerbygninger og bageri, mens det var i brug.:11 

## Fortet lukkes
Fort Abercrombie blev mere og mere overflødigt, som USA flyttede kolonisations-grænsen vestpå, og det blev nedlagt den 23. oktober 1877. Året efter kom bygningerne til salg ved en offentlig auktion. I 1880 overtog Department of the Interior selve grunden, som med tiden blev opkøbt af nybyggere.:9 

## Fortet omdannet til friluftsmuseum
I 1940 åbnede Fort Abercrombie State Historic Site med nogle af fortets bygninger rekonstrueret.:15  Arkæologiske undersøgelser resulterede i visse korrektioner af bygningernes placering i 2001, og i 2008 fik den historisk bevaringsværdige plads en særlig bygning til fremvisning af relevante udstillinger.:14 